# Canal de Teltow
Le canal de Teltow, (en allemand  Teltowkanal), est un canal situé au sud de Berlin, la capitale de l'Allemagne. Cette voie d'eau navigable, se trouve dans les deux Länder de Berlin et de Brandebourg et délimite par endroits les deux régions. Le canal tire son nom de la ville de Teltow, dans la région de Brandebourg, qui se trouve sur son cours.

## Caractéristiques
Le canal a une longueur de 37,83 km. Il relie la rivière Dahme, près de Köpenick, à la rivière Havel, près de Potsdam.
Les travaux de creusement débutèrent le 22 décembre 1900. Le canal fut inauguré par l'empereur Guillaume II le 2 juin 1906.
Par son lien avec la rivière Dahme, le canal Teltow permet à la navigation de gagner le canal Oder-Spree et de là la rivière Oder et la Pologne.
Le canal Teltow communique également avec le canal Griebnitz qui traverse les lacs Wannsee dans le quartier de Berlin-Wannsee, avant de se connecter à la rivière Havel.
Le canal Teltow relie le Landwehrkanal par l'intermédiaire du chenal de navigation Neukölln.
Enfin le canal Teltow relie la rivière Spree par l'intermédiaire du Canal de Britz.